# 八木康幸
八木 康幸（やぎ やすゆき、1950年/1951年 - ）は、日本の民俗学者、人文地理学者。関西学院大学教授を長く務めた。おもに民俗学と人文主義地理学にまたがる領域で活動した。

## 経歴
1973年に関西学院大学文学部史学科地理学専修を卒業し、1975年に同大学院文学研究科修士課程を修了して、大阪府立布施工業高等学校全日制課程教諭となったが、引き続き大学院博士課程に在籍した。
1978年に博士課程を単位取得満期退学して、関西学院大学文学部助手となった。
以降、1980年に専任講師、1982年に助教授、1988年に教授へと昇任した。
2000年1月には、関西学院大学から博士（地理学）を取得した。
2007年から2009年にかけては文学部長を務め、2019年に定年退職した。

## おもな著書
- 『民俗村落の空間構造』岩田書院、1998年[3]